# Red Lick, Texas
Red Lick là một thành phố thuộc quận Bowie, tiểu bang Texas, Hoa Kỳ. Năm 2010, dân số của xã này là 1008 người.

## Dân số
- Dân số năm 2000: 853 người.
- Dân số năm 2010: 1008 người.